# 古斯塔夫·所羅門
古斯塔夫·所羅門 (Gustave Solomon，1930年10月27日—1996年1月31日) 是一位美國數學家和電機工程師。他和里德 (Irving S. Reed （页面存档备份，存于）) 同為代數錯誤控制碼的先驅。所羅門於 1956 年獲得麻省理工學院數學博士學位，他的指導教授為代數數論領域中著名的日本數學家岩澤健吉 (Kenkichi Iwasawa)。
所羅門最廣為人知的成就在於將代數理論成功地應用在通道編碼上，他和里德所發展的里德-所羅門碼是現代通訊中最重要的一種通道編碼之一。里德-所羅門碼能相當有效地保護數位訊息，並且廣泛應用於現代數位通訊和數位儲存裝置中，無論是太空通訊和音樂光碟的數位資訊，里德-所羅門碼均佔有極重要地位。
另外，所羅門也是麥特森－所羅門多項式 (Mattson-Solomon polynomial) 和所羅門－麥伊利斯權重公式 (Solomon-McEliece weight formulae) 的共同發表者。1995 年，所羅門和里德共同獲得 IEEE 井深大 (Masaru Ibuka) 獎。

## 軼事
所羅門晚年時擔任噴射推進實驗室的顧問。當時他對歌劇和戲劇十分感興趣，甚至想要在電視廣告裡當配角。在噴射推進實驗室的通訊研究部門裡，所羅門還會教外國工程師英文，他的教學方法是讓學生在美國音樂劇作品中學習。他相信藉由呼吸的調節，可以增進身心的健康及愉悅。所羅門並且是費登奎斯法 (Feldenkrais method （页面存档备份，存于）) 的實踐者，所羅門利用費登奎斯法 對於身心靈溝通的哲學教導學生發聲。他酷愛音樂，也是一位作曲家。他的女兒葛瑞絲 (Grace Cheifetz) 繼承了父親的天份，在歌唱和數學均有所表現。